# Disney Cinemagic (Alemania)
Disney Cinemagic fue un canal de televisión alemán lanzado el 4 de julio de 2009. A diferencia del resto de canales, la señal alemana no reemplazó directamente a la variante local de Toon Disney sino que fue agregada como un canal adicional.
El canal solía emitir desde las 12:00 p.m. (mediodía) hasta las 12:00 a.m. (medianoche) a la fecha de su lanzamiento hasta el 29 de febrero de 2016, cuando amplió su horario de transmisión a 24 horas.
El canal fue la última señal de Disney Cinemagic en cerrar; cesó sus emisiones el 30 de septiembre de 2019 y fue reemplazado por Sky Cinema Special, descontinuando la marca Cinemagic después de 13 años.

## Programación
- Aladdin
- 101 Dálmatas: La Serie
- Jungle Cubs
- Quack Pack
- The Emperor's New School
- Hércules
- DuckTales
- Gargoyles
- Chip n' Dale Rescue Rangers
- The Mighty Ducks
- Los Wuzzles
- Good Morning, Mickey!
- My Friends Tigger & Pooh
- Phineas and Ferb
- Lilo & Stitch: The Series
- House of Mouse
- Peter Pan and the Pirates
- TaleSpin
- Pepper Ann
- Recess
- Lloyd in Space
- Marsupilami
- Kim Possible
- Inspector Gadget
- Timon and Pumbaa
- Weekenders
- Lola & Virginia
- Care Bears
- Yin Yang Yo!
- Spider-Man
- X-Men
- Bunnytown
- Detention